# Şirinköy, Çayeli
Şirinköy là một xã thuộc huyện Çayeli, tỉnh Rize, Thổ Nhĩ Kỳ. Dân số thời điểm năm 2010 là 173 người.